# Alfons de Roeck
Alfons de Roeck (1870 in Stekene - 12 augustus 1945 in Stekene) was een Belgisch wielrenner. Hij werd drie keer de winnaar in de Achtenveertig Uur van Verviers, in 1899, 1899 en 1900.